# 田六善
田六善（1622年—1691年），字兼山，山西省澤州直隸州陽城縣（今山西省晉城市陽城縣）人，清朝政治人物、進士出身，有“戶部左仕郎兼山田公”的稱謂。著有《鷦棲幔坡諸集》、《拾瑤錄》

## 生平
順治三年（1646年），登進士，授河南太康知縣。順治九年（1652年），改戶部廣西司主事，后監臨清關、監督鳳陽倉、兼監臨淮關。此後歷任戶部江西司員外郎、廣西司郎中。順治十五年（1658年），任江南道監察御史、長蘆巡鹽御史、掌江南道監察御史。康熙三年（1664年），任貴州道監察御史、陝西道監察御史、廣東道監察御史。康熙七年（1668年），巡視京通各倉御史。康熙十一年（1672年），改任刑科給事中。康熙十二年（1673年），任戶科掌印給事中、光祿寺少卿，同年轉任通政使司右參議。次年，改左僉都御史、順天府尹、左副都御史。康熙十五年（1676年），任會試副考官，次年改工部右侍郎。康熙十七年（1678年），任戶部右侍郎督理錢法；次年改戶部左侍郎。康熙二十年（1681年），致仕。康熙三十年（1691年），卒於家，年七十一。。
當時陽城縣參加山西鄉試共十人（张尔素、田六善、杨荣胤、王润身、王兰彰、王克生、衛貞元、段上彩、赵士俊、乔映伍），全部中舉；次年十人又參加會試，全登進士，史稱“十鳳齊鳴”。

## 軍事政策
- 認為必須消滅三藩之亂的吳三桂勢力，田六善認為：「臣謂綠旗力雖弱，善用之則強；心雖渙，善收之則聚。供給宜足，勞逸宜均。」首要之務是要穩定士氣，部隊的月餉以及特殊待遇是必不可少的，並且不分滿、漢族人，賞罰公正。

- 「臣谓先取精忠，则群贼自息。昔姜瓖乍叛，土寇群起，瓖灭，土寇亦尽，其明验也。至三桂狡谋，觊以一隅之地困天下全力，我即以天下全力困此一隅。三桂授首，则四川、广西不烦兵而自定。」認為应该先剿灭精忠势力，那么群贼自然会息。並以姜瓖叛变為例土匪，而對抗吴三桂的方法，則以全国力量去圍困並使其投降，進而平息其他騷亂。[8]。

## 評價
- 《皇朝經世文編》收錄田六善〈獎勸清吏疏〉，文中田六善強調了清廉官員的重要性以及對自我的期許，也符合《皇朝經世文編》中對當時社會的期許。[9]

- 《名臣傳》收錄一文中，田六善認為必須促使各督撫推薦清廉官員就任並判斷其能力，並提出推薦清廉官員的三個難點與五個好處。看出田六善對官員的素質有極高的標準，除了清廉外，還要會愛戴人民。[10]

- 韓菼所撰寫的一文中：「選授江南道監察御史[4]入臺數日以馬禁甚嚴官民咸病即疏請弛其禁報可」，表達了田六善對新任江南道監察御史[4]對禁馬措施過於嚴厲的擔憂，請求放寬禁令以安撫官民。[11]

## 延伸阅读
[在维基数据编辑]
 《清史稿/卷268》，出自趙爾巽《清史稿》

《清代傳記叢刊》周駿富編輯	，出自王炳燮《國朝名臣言行錄》